# Peczenia
Peczenia (ukr. Печенія) – wieś na Ukrainie w rejonie lwowskim (wcześniej w rejonie złoczowskim) obwodu lwowskiego.

## Historia
Pod koniec XIX w. wieś należała do powiatu przemyślańskiego.